# L'Hostalet de Molins
L'Hostalet de Molins és una masia situada al municipi de Llobera, a la comarca catalana del Solsonès.